# Praying Mantis
Praying Mantis är ett brittiskt NWOBHM-band som är mest känt för alla artister från gruppen Iron Maiden som har spelat i bandet, bland andra Paul Di'Anno, Bob Sawyer, Dennis Stratton och Clive Burr. Även sångaren Doogie White, som var aktuell för Iron Maiden under 1990-talet, har också sjungit för bandet. Bandet spelade på Sweden Rock Festival den 11 juni 2010. I augusti 2015 släpptes studioalbumet Legacy.

## Diskografi
Studioalbum
- Time Tells No Lies (1981)
- Throwing Shapes (1984) (under namnet Stratus)
- Predator In Disguise (1991)
- A Cry For The New World (1993)
- To The Power Of Ten (1995)
- Forever In Time (1998)
- Nowhere To Hide (2000)
- The Journey Goes On (2003)
- Sanctuary (2009)
- Legacy (2015)

EPs
- Turn The Tables (1982)
- Only The Children Cry (1993)
- Metalmorphosis: 30th Anniversary EP (2011)

Singlar
- "Praying Mantis" (1980)
- "The Soundhouse Tapes Part 2" (1981)
- "Cheated" (1981) (2x7" singel)
- "All Day And All Of The Night"  (1981)
- "Silence of Being Lonely" (2002) (12" singel)

Samlingsalbum
- Demorabilia (1999)
- Best of Praying Mantis (2004)